# 9. pehotna divizija (Avstro-Ogrska)
9. pehotna divizija (izvirno nemško 9. Infanterie-Division oz. nemško 9. Infanterietruppendivision) je bila pehotna divizija avstro-ogrske kopenske vojske, ki je bila aktivna med prvo svetovno vojno.

## Zgodovina
Divizija se je bojevala na soški fronti; ob pričetku osme soške ofenzive je bila divizija nastanjena na severnemu delu Krasa.

## Poveljstvo
Poveljniki (Kommandanten)
- Viktor von Scheuchenstuel: avgust - september 1914
- Franz Daniel: september - december 1914
- Joseph Schön: december 1914 - maj 1915
- Joseph Kroupa: maj 1915
- Alfred von Schenk: maj 1915 - februar 1916
- Felizian Krasel von Morwitzer: marec 1916
- Alfred von Schenk: april - november 1916
- Richard von Gruber: november 1916 - julij 1917
- Leo Greiner von Madonna del Mare: julij 1917 - november 1918

## Organizacija
Maj 1914
- 17. pehotna brigada
- 18. pehotna brigada
- 23. poljskotopniški polk
- 8. poljskohavbični polk
- 8. težkohavbični divizion

Maj 1918
- 17. pehotna brigada:

- 91. pehotni polk
- 102. pehotni polk

- 18. pehotna brigada:

- 30. pehotni polk
- 80. pehotni polk

- 9. jurišni bataljon
- 9. poljskoartilerijska brigada
- 58. poljskoartilerijska brigada
- rezervni eskadron, 12. ulanski polk
- 1. četa, 9. saperski bataljon